# Playoffs de la ABA de 1975
Los Playoffs de la ABA de 1975 supusieron la culminación de la temporada 1974-75 de la ABA, la octava de su historia. Los campeones fueron los Kentucky Colonels, que derrotaron en las Finales a Indiana Pacers por 4 victorias a 1.
Los Kentucky Colonels ganaron 22 de sus 25 últimos partidos para empatar en el primer puesto de la División Este con los New York Nets. Se tuvo que disputar un partido de desempate para determinar el campeón de división, siendo ganado por los Colonels por 108-99.
Los Memphis Sounds jugaron el último partido de su historia el 13 de abril de 1975. La última temporada se trasladarían a Maryland para convertirse en los Baltimore Claws.
La victoria en primera ronda de los Spirits of St. Louis sobre los New York Nets se convirtió en la mayor sorpresa de la temporada, y quizás de la historia del campeonato. No solo porque los Spirits habían acabado la temporada regular a 26 victorias de los Nets, sino que también habían perdido en los 11 enfrentamientos entre ellos a lo largo de la temporada.
Artis Gilmore fue elegido MVP de los playoffs. Gilmore anotó 28 puntos y capturó 31 rebotes en el último partido de las Finales, tras haber logrado 41 y 28 en el tercer encuentro.

## Equipos clasificados

### División Este
1. Kentucky Colonels
2. New York Nets
3. Spirits of St. Louis
4. Memphis Sounds

### División Oeste
1. Denver Nuggets
2. San Antonio Spurs
3. Indiana Pacers
4. Utah Stars

## Tabla
|  | Semifinales de División | Semifinales de División | Semifinales de División |                      |   | Finales de División | Finales de División | Finales de División |  |    | Finales de la ABA | Finales de la ABA | Finales de la ABA |  |
|  |                         |                         |                         |                      |   |                     |                     |                     |  |    |                   |                   |                   |  |
|  |                         |                         |                         |                      |   |                     |                     |                     |  |    |                   |                   |                   |  |
|  | 1                       | Denver Nuggets          | 4                       |                      |   |                     |                     |                     |  |    |                   |                   |                   |  |
|  | 1                       | Denver Nuggets          | 4                       |                      |   |                     |                     |                     |  |    |                   |                   |                   |  |
|  | 4                       | Utah Stars              | 2                       |                      |   |                     |                     |                     |  |    |                   |                   |                   |  |
|  | 4                       | Utah Stars              | 2                       |                      | 1 | Denver Nuggets      | 3                   |                     |  |    |                   |                   |                   |  |
|  | División Oeste          |                         |                         |                      | 1 | Denver Nuggets      | 3                   |                     |  |    |                   |                   |                   |  |
|  |                         |                         | 3                       | Indiana Pacers       | 4 |                     |                     |                     |  |    |                   |                   |                   |  |
|  | 3                       | Indiana Pacers          | 3                       | Indiana Pacers       | 4 | 4                   |                     |                     |  |    |                   |                   |                   |  |
|  | 3                       | Indiana Pacers          |                         |                      |   |                     |                     |                     |  |    |                   |                   |                   |  |
|  | 2                       | San Antonio Spurs       | 2                       |                      |   |                     |                     |                     |  |    |                   |                   |                   |  |
|  | 2                       | San Antonio Spurs       | 2                       |                      |   |                     |                     |                     |  | W3 | Indiana Pacers    | 1                 |                   |  |
|  |                         |                         |                         |                      |   |                     |                     |                     |  | W3 | Indiana Pacers    | 1                 |                   |  |
|  |                         |                         | E1                      | Kentucky Colonels    | 4 |                     |                     |                     |  |    |                   |                   |                   |  |
|  | 1                       | Kentucky Colonels       | E1                      | Kentucky Colonels    | 4 | 4                   |                     |                     |  |    |                   |                   |                   |  |
|  | 1                       | Kentucky Colonels       |                         |                      |   |                     |                     |                     |  |    |                   |                   |                   |  |
|  | 4                       | Memphis Sounds          | 1                       |                      |   |                     |                     |                     |  |    |                   |                   |                   |  |
|  | 4                       | Memphis Sounds          | 1                       |                      | 1 | Kentucky Colonels   | 4                   |                     |  |    |                   |                   |                   |  |
|  | División Este           |                         |                         |                      | 1 | Kentucky Colonels   | 4                   |                     |  |    |                   |                   |                   |  |
|  |                         |                         | 3                       | Spirits of St. Louis | 1 |                     |                     |                     |  |    |                   |                   |                   |  |
|  | 3                       | Spirits of St. Louis    | 3                       | Spirits of St. Louis | 1 | 4                   |                     |                     |  |    |                   |                   |                   |  |
|  | 3                       | Spirits of St. Louis    |                         |                      |   |                     |                     |                     |  |    |                   |                   |                   |  |
|  | 2                       | New York Nets           | 1                       |                      |   |                     |                     |                     |  |    |                   |                   |                   |  |
|  | 2                       | New York Nets           | 1                       |                      |   |                     |                     |                     |  |    |                   |                   |                   |  |
|  |                         |                         |                         |                      |   |                     |                     |                     |  |    |                   |                   |                   |  |